# Bryophacis crassicornis
Bryophacis crassicornis är en skalbaggsart som först beskrevs av Mäklin 1847.  Bryophacis crassicornis ingår i släktet Bryophacis, och familjen kortvingar. Arten är reproducerande i Sverige.